# Інститут історії АН СРСР
Інститут історії Академії наук СРСР — науково-дослідний заклад при Академії наук СРСР. В ньому проводились дослідження народів СРСР, історії країн Європи, Північної та Південної Америки. Створений 1936 року, включивши до свого складу Інститут історії Комуністичної академії та Історично-археографічний інститут АН СРСР; 1938 року було відкрито Ленінградське відділення. 1968 року Інститут розділено на Інститут історії СРСР АН СРСР та Інститут загальної історії АН СРСР.

## Структура
- Директор Інституту
  - 1936–1937 — Микола Лукін, заступник — Ашот Ованесян
  - 1937 — Борис Греков
- Вчена рада Інституту, два помічники директора, вчений секретар та його помічник.
- Шість секторів Інституту:
  - історії СРСР
  - світової історії
  - стародавнього світу
  - середньовіччя (керівник: 1936–1952 — Євген Космінський)
  - нової історія (керівник: В'ячеслав Волгін)
  - допоміжних історичних дисциплін
- ленінградське відділення Інституту

1955 року група з візантієзнавства була перетворена на сектор історії Візантії, який очолив Євген Космінський, а після його смерті — Зінаїда Удальцова.